# أدمير أدزيم
أدمير أدزيم مواليد 25 مارس 1973 في سراييفو، جمهورية يوغوسلافيا الاشتراكية الاتحادية، هو لاعب كرة قدم بوسني دولي سابق كان يلعب كمدافع. شغل مؤخرا منصب مدير نادي جيلييزنيتشار ساراييفو. وكان قد درب ناشئة نادي جيلييزنيتشار ساراييفو حيث فاز معه بلقب الدوري في موسم 2016-17.

## المسيرة الاحترافية

### أندية لعب لها
- نادي جيلييزنيتشار ساراييفو
- نادي زغرب
- نادي جيلييزنيتشار ساراييفو
- نادي جيلييزنيتشار ساراييفو
- بوغون شتشين

## إنجازات
نادي جيلييزنيتشار ساراييفو
- كأس البوسنة (1): 2017-18 (مديراً)

## وصلات خارجية
- أدمير أدزيم على موقع قاعدة بيانات كرة القدم.إي يو (الإنجليزية)
- أدمير أدزيم على موقع ناشيونال فوتبول تيمز (الإنجليزية)